# Saltholm og omliggende hav
Saltholm og omliggende hav este o arie protejată (arie specială de conservare — SAC, sit de importanță comunitară — SCI, arie de protecție specială avifaunistică — SPA) din Danemarca întinsă pe o suprafață de 7.218 ha, integral pe uscat.

## Localizare
Centrul sitului Saltholm og omliggende hav este situat la coordonatele 55°38′34″N 12°45′57″E / 55.642778°N 12.765833°E.

## Înființare
Situl Saltholm og omliggende hav a fost declarat arie de protecție specială avifaunistică în mai 1983 pentru a proteja 27 de specii de animale. Alte tipuri de protecție:
- sit de importanță comunitară (în mai 1998)
- arie specială de conservare (în decembrie 2011)[1][3][4]

## Biodiversitate
Situată în ecoregiunile continentală și marină Atlantică, aria protejată conține 7 habitate naturale: Golfuri mici largi și golfuri puțin adânci, Salicornia și alte specii anuale care populează regiunile mlăștinoase și nisipoase, Lagune de coastă, Recifuri, Bancuri de nisip acoperite în permanență slab de apă marină, Pășuni atlantice udate de apa mării (Glauco-Puccinellietalia maritimae), Vegetație anuală la limita mareei.
La baza desemnării sitului se află mai multe specii protejate:
- păsări (24): rață lingurar (Anas clypeata), rață fluierătoare (Anas penelope), gâscă cenușie (Anser anser), ciuf de câmp (Asio flammeus), Branta leucopsis, Calidris alpina schinzii, erete de stuf (Circus aeruginosus), erete vânăt (Circus cyaneus), lebădă de iarnă (Cygnus cygnus), lebădă de vară (Cygnus olor), șoim de iarnă (Falco columbarius), șoim călător (Falco peregrinus), codalb (Haliaeetus albicilla), ferestrașul mare (Mergus merganser), Mergus serrator, cormoran mare (Phalacrocorax carbo), bătăuș (Philomachus pugnax), ciocântors (Recurvirostra avosetta), eider (Somateria mollissima), chiră mică (Sterna albifrons), pescăriță mare (Sterna caspia), chiră de baltă (Sterna hirundo), Sterna paradisaea, chiră de mare (Sterna sandvicensis)
- mamifere (3): Halichoerus grypus, focă obișnuită (Phoca vitulina), marsuin (Phocoena phocoena)